# Precorrina-3B sintasi
La precorrina-3B sintasi è un enzima appartenente alla classe delle ossidoreduttasi, che catalizza la seguente reazione:
precorrina-3A + NADH + H+ + O2 ⇄ precorrina-3B + NAD+ + H2O
L'enzima è una proteina ferro-zolfo. Un atomo di ossigeno dal diossigeno è incorporato nel macrociclo al C-20. Nel meccanismo di biosintesi aerobico della cobalamina, quattro enzimi sono coinvolti nella conversione della precorrina-3A in precorrina-6A. La prima delle quattro reazioni è catalizzata dalla precorrina-3B sintasi (CobG), generando precorrina-3B come prodotto. Questo è seguito da tre reazioni di metilazione, che introducono un gruppo metilico al C-17 (CobJ; numero EC 2.1.1.131), C-11 ,(CobM; numero EC 2.1.1.133) ed al C-1 (CobF; numero EC 2.1.1.152) del macrociclo, generando rispettivamente precorrina-4, precorrina-5 e precorrina-6A.